# Balde (ort)
Balde är en ort i Argentina.   Den ligger i provinsen San Luis, i den centrala delen av landet, 800 kilometer väster om huvudstaden Buenos Aires. Balde ligger 444 meter över havet och antalet invånare är 589.
Terrängen runt Balde är platt. Runt Balde är det glesbefolkat, med 15 invånare per kvadratkilometer..
Omgivningarna runt Balde är i huvudsak ett öppet busklandskap.